# Estinzione del processo
L'estinzione del processo è un evento che può colpire il processo civile. 
Nel codice di procedura civile italiano è disciplinata dagli artt. 306-310. In riferimento alle ipotesi di sospensione, interruzione ed estinzione (tutte contenute nel Libro II, Titolo I, Capo VII del codice stesso), ma anche in altri casi, la dottrina giuridica suole parlare di vicende anormali o di svolgimento anomalo del processo. 
L'estinzione comunque travalica i confini della cognizione, essendo previsto un fenomeno analogo anche nel processo esecutivo (artt. 629-632 c.p.c.).

## Estinzione del processo cognitivo
Il processo civile è governato dal principio dell'impulso di parte: sono cioè le parti in causa a spingerlo verso la decisione. Se non lo fanno, o addirittura manifestano una volontà contraria, proseguire l'attività processuale sarebbe un inutile spreco. Per questo motivo il codice di procedura civile prevede due ipotesi di estinzione del processo.

### Estinzione per rinuncia agli atti
La rinuncia agli atti (art. 306) è una dichiarazione con cui la parte che ha proposto la domanda (attore o ricorrente) rinuncia al giudizio. Determina l'estinzione del processo se viene accettata da tutte le parti costituite che potrebbero aver interesse alla prosecuzione. L'accettazione non è efficace se contiene riserve o condizioni. Le dichiarazioni di rinuncia e accettazione possono essere fatte dalle parti o dai loro procuratori speciali, verbalmente all'udienza, oppure con atti sottoscritti e notificati alle altre parti.

### Estinzione per inattività delle parti
Se la rinuncia agli atti è un'esplicita manifestazione della volontà di non proseguire il processo, nell'inattività delle parti (art. 307) questa intenzione emerge invece in modo implicito. L'estinzione consegue all'omissione di un atto che la legge considera particolarmente importante ai fini della prosecuzione del giudizio (es. la costituzione delle parti). 
I vari casi previsti dalla legge si dividono però in due gruppi, cosicché si parla rispettivamente inattività semplice e inattività qualificata. Gli effetti sono diversi.
Nell'un caso, l'estinzione non si verifica immediatamente, ma solo in seguito a un periodo di quiescenza del processo, della durata di un anno(ora tre mesi a seguito della modifica con legge N.69/2009). Entro questo termine perentorio, le parti possono compiere un atto che rimette in moto il giudizio (la riassunzione). In difetto, il processo si estingue.
Nell'altro caso l'estinzione è immediata.

### Effetti dell'estinzione
Quando la fattispecie è perfezionata, l'estinzione opera di diritto: non deve, cioè, essere dichiarata appositamente dal giudice.
Il legislatore del 2009, modificando l'ultimo comma dell'art.307, ha stabilito che l'estinzione del processo non necessita più di essere eccepita dalla parte interessata prima di ogni sua difesa, ma diviene rilevabile anche autonomamente d'ufficio dal giudice. 
Prima del 2009 se non veniva posta la relativa eccezione di parte l'estinzione non poteva essere dichiarata.
Ai sensi dell'art 308 l'ordinanza che dichiara l'estinzione è impugnabile per mezzo reclamo ex art.178 cpc. Se l'organo giudicante respinge tale reclamo provveder con sentenza, altrimenti, se lo accoglie, provvede con ordinanza non impugnabile con la quale dà anche i provvedimenti per l'ulteriore prosecuzione del processo.
L'estinzione del processo non estingue l'azione: in pratica, la parte potrà riproporre la domanda introducendo un nuovo processo. Al contempo, l'estinzione rende inefficaci gli atti del processo, ma non le sentenze di merito in esso pronunciate o quelle che regolano la competenza. Le prove raccolte perdono a loro volta efficacia nel processo estinto, ma in un eventuale nuovo processo potranno essere valutate come argomenti di prova in base all'art. 116 c.p.c. (art. 310).e le spese processuali restano a carico delle parti che le hanno anticipate.

## Estinzione del processo esecutivo
Il processo esecutivo si estingue per rinuncia (art. 629 c.p.c.), inattività delle parti, (art. 630 c.p.c.) e mancata comparizione all'udienza (art. 631 c.p.c.).
ESTINZIONE PER RINUNCIA:
La rinuncia (629 c.pc.) esplicita agli atti del processo può avvenire:
- prima dell'aggiudicazione o dell'assegnazione: se il creditore pignorante e quelli intervenuti muniti di titolo esecutivo rinunciano agli atti. 
- dopo la vendita: se rinunciano agli atti tutti i creditori concorrenti. 
Se la rinuncia proviene solo da alcuni dei creditori, l'estinzione opera solo per questi, restando il processo in piedi per coloro che non hanno rinunciato.
Per quanto possibile si applica  la disciplina di cui all'art 306 c.p.c. (rinuncia nel processo cognitivo).
ESTINZIONE PER INATTIVITÀ DELLE PARTI:
Oltre che nei casi espressamente previsti dalla legge, il processo esecutivo si estingue quando le parti non lo proseguono o non lo riassumono nel termine perentorio stabilito dalla legge o dal giudice (630 c.p.c.). L'estinzione è dichiarata con ordinanza dal giudice dell'esecuzione, la quale è comunicata a cura del cancelliere, se è pronunciata fuori dell'udienza. 
Contro l'ordinanza che dichiara l'estinzione ovvero rigetta l'eccezione relativa è ammesso reclamo da parte del debitore o del creditore pignorante ovvero degli altri creditori intervenuti nel termine perentorio di venti giorni dall'udienza o dalla comunicazione dell'ordinanza e  con l'osservanza delle forme di cui all'articolo 178 terzo, quarto e quinto comma. Il collegio provvede in camera di consiglio con sentenza. 
ESTINZIONE PER MANCATA COMPARIZIONE ALL'UDIENZA: 
Se nel corso del processo esecutivo nessuna delle parti si presenta all'udienza (631 c.p.c.), fatta eccezione per quella in cui ha luogo la vendita, il giudice dell'esecuzione fissa un'udienza successiva di cui il cancelliere dà comunicazione alle parti. 
Se nessuna delle parti si presenta alla nuova udienza, il giudice dichiara con ordinanza l'estinzione del processo esecutivo. 
EFFETTI DELL'ESTINZIONE DEL PROCESSO ESECUTIVO:
Con l'ordinanza che pronuncia l'estinzione è disposta sempre la cancellazione della trascrizione del pignoramento. Con la medesima ordinanza il giudice dell'esecuzione provvede alla liquidazione delle spese sostenute dalle parti, se richiesto e alla liquidazione dei compensi spettanti all'eventuale delegato ai sensi dell'articolo 591-bis. 
Se l'estinzione del processo esecutivo si verifica prima dell'aggiudicazione o dell'assegnazione, essa rende inefficaci gli atti compiuti; se avviene dopo l'aggiudicazione o l'assegnazione, la somma ricavata è consegnata al debitore. 
Avvenuta l'estinzione del processo, il custode rende al debitore il conto, che è discusso e chiuso davanti al giudice della esecuzione. 
Si applica la disposizione dell'articolo 310 ultimo comma.